# Pusztakeresztúr
Pusztakeresztúr (románul Cherestur) falu Romániában, Temes megyében.

## Fekvése
Románia nyugati részén, a Bánságban, a magyar-román-szerb hármashatár közelében található. Temesvártól északnyugatra, Nagyszentmiklóstól mintegy 25 km-re nyugatra fekszik.

## Története
Pusztakeresztúr, Keresztúr Árpád-kori település. Nevét már 1274-ben említette oklevél Kerestur néven. 1453-ban Kerezthwr, 1540-ben  Nemeskerezthur, 1639-ben Keresztur, 1808-ban pr. Keresztúr, 1913-ban Pusztakeresztúr.
A falu a Csanád nemzetség ősi birtokai közé tartozott, akik közül a Makófalviak és Tömpösiek birtokmegosztásakor Keresztúr a Tömpösieknek jutott. Keresztúr birtokosai 1390-ben Kereszturi Fábián, 1450-ben Bedics Miklós, Kereszturi Egyed, ennek fia János, Máté, Kelemen és Fülöp, Egyházi Benedek, Boros Péter, Dombi János, és Demeter, Hegedüs Demeter, Nagy Lőrincz, Bagdi Máté és András és Székely Fülöp voltak. Keresztúr egészen a török hódoltságig fennállt. 1558-ban lakosai szétfutottak, és Erdélybe menekültek. Birtokaikat azután Nádasdy Tamás nádor Kerecsényi László gyulai kapitánynak adta. A török hódoltság alatt puszta volt és Nemes-Keresztur volt a neve. 1647-ben Horváth-Voxit István, Petőfalvi Pető és Ladányi Ferenc birtoka lett, majd  Szelényi János birtoka lett, aki e részt unokaöccsének, Gerhárd Györgynek adományozta.
1773-ban a csanádi tiszttartóság Kereszturpusztára magyar dohánykertészeket telepített. Az újonnan települt helységet Pusztakereszturnak nevezték el. 1851-ben Fényes Elek írta a településről: „Keresztúr, Torontál vármegyében, magyar népes puszta a bébai uradalomban: 
87 házzal, 744 katholikus, 14 óhitü lakossal Dohánytermesztéssel. Birja a gróf Batthyáni család.”
A trianoni békeszerződésig Torontál vármegye törökkanizsai járásához tartozott. Habár a második bécsi döntés nem érintette, a magyar honvédség 1944 őszén néhány hétre visszafoglalta a települést.

## Népesség
1910-ben 687 lakosából 671 fő magyar, 13 német, 1 román, 2 pedig egyéb nemzetiségű volt.
A 2002-es népszámlálás adatai szerint 475 lakosa volt, melyből 377 fő magyar, 83 román, 1 német és 14 egyéb nemzetiségű, főleg cigány etnikumú volt.

## Híres emberek
- Itt született 1914. december 15-én Kasza László magyar orvos, orvosi szakíró.
- Itt született 1914. december 26-án König Miklós agrármérnök, mezőgazdasági szakíró, szerkesztő.